# Hye-Mi Lee
Hye-Mi Lee es una deportista sudafricana que compitió en taekwondo. Ganó dos medallas de bronce en el Campeonato Africano de Taekwondo, en los años 1998 y 2003.

## Palmarés internacional
| Campeonato Africano | Campeonato Africano | Campeonato Africano | Campeonato Africano |
| Año                 | Lugar               | Medalla             | Categoría           |
| ------------------- | ------------------- | ------------------- | ------------------- |
| 1998                | Nairobi (Kenia)     | Medalla de bronce   | –51 kg              |
| 2003                | Abuya (Nigeria)     | Medalla de bronce   | –47 kg              |